# غورد فرازير
غورد فرازير هو لاعب هوكي الجليد كندي، ولد في 3 مارس 1894 في بيمبروك في كندا، وتوفي في 1 أكتوبر 1964 في لندن في كندا.

## وصلات خارجية
- غورد فرازير على موقع دوري الهوكي الوطني (الإنجليزية)
- غورد فرازير على موقع قاعة مشاهير الهوكي (لاعب أن.إتش.أل) (الإنجليزية)
- غورد فرازير على موقع HockeyDB.com (الإنجليزية)
- غورد فرازير على موقع Hockey-Reference.com (الإنجليزية)